# Коломієць Анатолій Панасович
Анато́лій Пана́сович Коломі́єць (нар. 4 жовтня 1918 — пом. 19 квітня 1997) — український композитор та педагог, професор, заслужений діяч мистецтв України.

## Життєпис
Навчався у Великих Сорочинцях, у Полтавському музичному училищі. Учень Левка Ревуцького.
Чи не першим в Україні започаткував музичний жанр фортепіанної транскрипції — фантазія на теми опери «Тарас Бульба» М. Лисенка, вокальні твори Л. Ревуцького.
Зробив великий внесок у справу музичного редагування творів українських композиторів — Мих. Вериківського, Гр. Верьовки, Вих. Косенка, Кир. Стеценка.
Його авторству належать:
- хори «Сон»,
- «Гопак»,
- п'єса для бандури «Українська соната»,
- балет «Улянка»,
- твори для фортепіано,
- симфонічні твори,
- вокально-симфонічні твори,
- камерно-інструментальні твори,
- обробки народних пісень.

На його вшанування установлено меморіальну дошку в Києві на будинку, де він в 1956—1997 роках проживав.
Характерними рисами його творів є художня довершеність, філігранна витонченість музичного мовлення та одночасна простота й дохідливість образу.